# Pemigatinib
Le pemigatinib est un médicament utilisé dans le cholangiocarcinome. Il est vendu sous la marque Pemazyre.

## Mode d'action
C'est un inhibiteur de kinase qui agit en bloquant les récepteurs du facteur de croissance des fibroblastes ,

## Usage médical
Est un médicament utilisé pour traiter le cancer des voies biliaires,. Il est utilisé dans les cas qui sont FGFR2 positifs et qui ont échoué aux autres traitements,    Le médicament  se prend par voie orale.

## Effets secondaires
Les effets secondaires de ce médicament comprennent un taux élevé ou faible de phosphate, la perte de cheveux, la diarrhée, la fatigue, des troubles du goût, une inflammation de la bouche, des yeux secs, des éruptions cutanées ou des problèmes rénaux. D'autres effets secondaires peuvent inclure des problèmes oculaires. L'utilisation de ce médicament pendant la grossesse peut nuire au fœtus.

## Histoire
Le médicament  a été approuvé pour un usage médical aux États-Unis en 2020. Il a reçu une approbation conditionnelle en Europe en 2021. Aux États-Unis, cela coûte environ 17 800 dollars américains toutes les trois semaines. Au Royaume-Uni, ce montant coûte au NHS environ 7 200 livres sterling.